# باول مانويل
باول مانويل (بالهولندية: Paul Manuel)‏ هو ربان ‏ هولندي، ولد في 30 ديسمبر 1967 في دلفت في هولندا.

## وصلات خارجية
- باول مانويل على موقع أوليمبيديا (الإنجليزية)